# Космічний лінкор «Ямато»
«Космічний лінкор „Ямато“» (яп. SPACE BATTLESHIP ヤマト, англ. Space Battleship Yamato, «Космічний сенкан „Ямато“» або ж «Бойовий зореліт „Ямато“») — кіноадаптація аніме-серіалу 1974 року Space Battleship Yamato. У Японії фільм вийшов першого грудня 2010 року в кінотеатрах, а також випущений на DVD та Blu-ray Disc 21 липня 2011 року.
Бойовий зореліт «Ямато», зроблений з однойменного морського корабля, вирушає у небезпечну космічну експедицію. Його мета — планета Іскандер, яка є останньою надією розореної й отруєної радіацією планети Земля. Війна з далекими прибульцями не пройшла безслідно: безкраї пустелі і зруйновані міста, повсюдні мутації, високий радіаційний рівень атмосфери. Лише планета Іскандер зберігає особливий пристрій-нейтралізатор радіації, здатний відновити Землю.

## Сюжет
2199 року, після п'яти років нападів іншопланетян, що відомі як Гаміли, і регулярних обстрілів планети «метеоритними бомбами» — Сили Оборони Землі (СОЗ) здійснюють контратаку поблизу Марса. Озброєння земного флоту не завдає видимої шкоди флотові Гамілів, і ті легко знищують флот землян. Під час бою капітан СОЗ Мамору Кодай, який командує руйнівником «Юкікадзе», добровільно прикриває своїм пошкодженим кораблем судно командора флоту капітана Юдзо Окіти, тим самим надаючи змогу кораблю Окіти відступити неушкодженим. Руйнівник капітана Мамору гине.
У цей час Сусуму, брат Мамору Кодая, шукає металобрухт на радіоактивній поверхні Землі. Поряд із ним падає невелике космічне тіло, збиваючи з Сусуму Кодая захисний шолом. Сусуму втрачає свідомість. Отямившись, він бачить перед собою якусь інопланетну комунікаційну капсулу. Сусуму також помічає, що навколо нього радіація зменшується до безпечного для життя рівня. Раптом він хапається за горло та падає у конвульсіях. Над ним пролітає рятівний корабель Окіти і рятує Сусуму. Виявляється, що комунікаційна капсула містить інженерну схему невідомого гіперстрибкового двигуна і координати планети Іскандар, з якої й прилетіла капсула. Дізнавшися, що сталося поблизу Марса, Сусуму звинувачує Окіту в тому, що капітан прикрився кораблем брата Сусуму і втік із поля бою. Сусуму намагається вдарити капітана Окіту, проте його зупиняє член команди корабля Юкі Морі. Варта забирає Сусуму та виводить геть.
Капітан Окіта покладає надії на порятунок людства на планету Іскандар. Він закликає добровольців узяти участь у місії до Іскандару: дістати чудесний пристрій, що врятує Землю від радіації. Кодай, колишній пілот СОЗ, вирішує записатися в добровольці. Останній японський дредноут 2-ї світової, знаменитий «Ямато» було відновлено, перетворено на бойовий зореліт і вдосконалено інопланетними технологіями. Ще перед першим запуском «Ямато», Гаміли запускають у бік Землі гігантську ракету. Капітан Окіта наказує стріляти в ракету із невипробуваної ще хвильової гармати, промінь із котрої успішно вражає ціль. Кодай повертається до командування своїм колишній ескадроном винищувачів «Чорні Тигри». Юкі, яка вступила до СОЗ кількома роками раніше, закохана в Кодая і прямує за ним.
Команда «Ямато» тестує стрибковий двигун та натрапляє на нові кораблі Гамілів. Хвильову гармату «Ямато» живить той же реактор, що і стрибковий двигун. Тому команда змушена чекати, поки двигун перезарядиться для нового стрибка. «Ямато» знищує флагман чужинців, проте під час бою пошкоджено винищувач Юкі. Кодай без наказу кидається її рятувати, і за непослух опиняється на гауптвахті. Шима, колишній ведомий Кодая у ескадроні «Чорні Тигри», розповідає Юкі причину, через яку Кодай пішов зі служби. Виявляється, що під час завдання з вини Кодая стався нещасний випадок, унаслідок якого загинули його батьки, а також дружина Шими.
Після стрибка за межі Чумацького Шляху, команда «Ямато» знаходить самотній неактивний винищувач Гамілів. «Ямато» захоплює чужинський корабель, щоб дослідити його. Проте пілот виявляється живим, він захоплює тіло командира космодесантників Хаїме Саіто, щоб спілкуватися з командою зорельоту. Чужинець називає себе Деслер і пояснює, що Гаміли — це раса із колективним розумом. Кодай приголомшує одержимого Саіто, внаслідок чого чужинець гине.
Після цього хворий капітан Окіта призначає Кодая виконуючим обов'язки капітана. Команда виявляє, що у захопленому гамільському винищувачі вмонтовано маяк, який видає Гамілам їхнє місцеположення. Гамільський корабель викидають у космос — і Юкі розстрілює його. «Ямато» стріляє із хвильової гармати і знищує великий гамільський корабель, що атакує зореліт «Ямато». Кодай поцілив у ворожий флагман, проте у цей час невеличкий стелс-корвет Гамілів прикріпляється до «Ямато». Кодай з явним небажанням наказує Юкі на винищувачі підірвати третій місток за мить до вибуху, і це рятує «Ямато» від неминучої загибелі. Пізніше Кодай вибачається перед Юкі за те, що змусив її приректи на смерть шестеро своїх братів по зброї, заблокованих на містку. Молоді люди залишаються наодинці під час нового стрибка у гіперпростір і кохаються.
«Ямато» прибуває до Іскандара, де натрапляє на потужний флот Гаміл. До «Ямато» прямує космічний корабель із метою пошкодити хвильову гармату на бойовому зорельоті. Потрібно втікати — і Кодай відважується на неконтрольований стрибок; «Ямато» опиняється на протилежному боці Іскандару. Там команда із подивом виявляє, що планета мертва. Також виявляється, що координати Гаміла та Іскандара збігаються — отже, це одна й та ж сама планета. Команда починає гадати, що вони потрапили до пастки, проте Кодай наказує атакувати. Кодай сам очолює безнадійний напад на поверхню планети крізь щільну оборону. Більшість із землян гине; пілоти, що лишилися, прикривають Кодая, Санаду, Саіто та Морі — поки ті добираються до вказаних у комунікаційній капсулі координатів під поверхнею планети.
Після того, як десант прибуває на місце, якийсь чужинець вселяється у тіло Юкі і пояснює, що Гаміли і Іскандар — це дві фракції однієї і тієї ж раси. Істота пояснює, що їхня планета вмирає і їхня раса розцінила Землю як найпридатніше місце для переселення. Проте ставши придатним для життя Гамілів, Земля стане непридатною для людей і ті загинуть. Однак фракція Іскандар не поділяє цієї думки: вона змирилася із загибеллю своєї раси — за що її й було ув'язнено під землею. Іскандар вживляє в Юкі здатність очистити радіацію з поверхні Землі; а поки вона разом із Кадаєм повертаються до «Ямато», офіцери Саіто і Санада жертвують собою, знищуючи головне енергетичне джерело Гамілів. Поки «Ямато» прямує до Землі, капітан Окіта помирає.
Екіпаж «Ямато» радіє поверненню додому, проте їхній корабель потрапляє у засідку уцілілих кораблів Гамілів; чужим удається серйозно пошкодити «Ямато». Знову з'являється Деслер та повідомляє, що він більше не хоче колонізувати Землю, — проте оскільки більшість Гаміл було вбито, він має намір помститися за свою расу і знищити Землю своїм кораблем, мов камікадзе. Його корабель перетворюється на гігантську ракету і прямує до Землі. Кодай наказує команді залишити «Ямато» на рятувальному шаттлі, а сам скеровує «Ямато» на корабель Гамілів та стріляє із заблокованої хвильової гармати. Обидва кораблі — земний і гамільський — поглинає вибух.
Фільм закінчується тим, що глядачі бачать Юко і хлопчика, в якомуможна впізнати сина Кодая. Поверхня Землі повертається до свого природного стану.

## Актори
Персонажі були дещо змінені порівняно з оригінальним серіалом 1974 року. Наприклад, Юкі відіграє активнішу роль у фільмі, ніж в аніме. Також двом персонажам чоловічої статі (Айхара та доктор Садо) поміняли стать на жіночу

### Екіпаж Ямато
- Такуя Кімура — Сусуму Кодай (яп. 古代进), молодший брат Мамору і командир ескадрону винищувачів.
- Мейса Курокі — Юкі Морі (яп. 森雪), ас-пілот ескадрону «Чорний Тигр».
- Тошіро Янагіба — Шіро Санада (яп. 真田志郎, Санада Шіро:), головний науково-технічний офіцер.
- Наото Огата — Дайсуке Шіма (яп. 島大介), головний навігатор.
- Рейко Такашіма — доктор Садо (яп. 佐渡先生, Садо:-сенсей), корабельний лікар.
- Тошіюкі Нішіда — Хікодзаемон Токуґава (яп. 徳川彦左衛門), головний інженер.
- Хіроюкі Ікейчі — Хаджіме Сайто (яп. 斉藤始, Саіто: Хаджіме), командир підрозділу космодесантників «Чорні Ангели»
- Майко Скорик — Айхара (яп. 相原), офіцер зв'язку
- Тошіхіро Яшіба — Ясуо Намбу (яп. 南部康雄), офіцер-тактик.
- Кацукі Наміока — Сабуро Като (яп. 加藤三郎, Като: Сабуро:), капітан ескадрону «Чорні Тигри».
- Такумі Сайто — Акіра Ямамото (яп. 山本明), пілот ескадрону «Чорні Тигри».
- Такахіро Міура — Фуруя (яп. 古屋), пілот ескадрону «Чорні Тигри».
- Цутому Ямадзакі — Джюдзо Окіта (яп. 沖田十三, Окіта Джю:дзо:), капітан бойового зорельоту «Ямато».
- Кенсуке Овада — Кенджіро Ота (яп. 太田健二郎, О:та Кенджіро:), навігатор.

### Інші
- Шін'їчі Цуцумі — Мамору Кодай, старший брат Сусуму і капітан космічного руйнівника «Юкікадзе».
- Ісао Хашідзуме — Хейкуро Тодо, головнокомандувач Сил Оборони Землі.

### Озвучування
- Кен'їчі Огата — Аналізатор, робот-помічник Сусуму Кодая.
- Масато Ібу — голос Деслера, вождя «злої» частини Гаміл (Dessler);
- Міюкі Уеда — голос Іскандара, керівника «світлої» сторони Гаміл, у серіалі це Старша (Starsha)
- Ісао Сасакі — закадровий голос.

## Виробництво

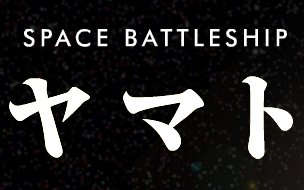
Логотип фільму знаходиться на офіційному сайті фільму.

TBS Films, кіно-знімальний підрозділ телемережі Tokyo Broadcasting System (TBS) планував зйомки фільму з 2005. Ноборо Ішигуро (Noboru Ishiguro), режисер і учасник знімальної груми оригінального телесеріалу "Космічний бойовий корабель «Ямато» (Space Battleship Yamato), підтвердив 17 липня 2009 р. у блозі на «Отаконі», фестивалі прихильників азійського кіно в США (Otakon), що зйомки художнього фільму "Бойовий зореліт «Ямато» розпочато.
Режисер Такаші Ямадзакі (Takashi Yamazaki) оголосив, що фільм буде випущено 10 грудня 2010 р. з кошторисом 2,2 мільярди ієн (US$22 мільйони). У фільмі використали багато відео-спецефектів, створених студією візуальних ефектів Широгумі, яка належить Ямадзакі: більше 500 сцен займає близько 65 хвилин фільму. Газета «Дейлі спортс» (The Daily Sports) зазначає, що 80 % сцен використовують останні розробки комп'ютерних технологій (CGI), щоб передати атмосферу космічних боїв із телесеріалу. Такуя Кімура (Сусуму Кодай), перебуваючи під враженням від 3D фільму «Аватар», наполіг на тому, щоб Ямадзакі вдосконалив якість комп'ютерного відео зі сценами космічних боїв і перезняв їх, наскільки це буде можливо. З огляду на перевищення кошторису проекту, Кімура погодився пожертвувати на спец ефекти частину своєї акторської винагороди.
Еріку Савадзірі було оголошено у початковому акторському складі фільму на роль Юкі Морі, однак потім її було заміщено Мейсою Курокі.
Основні зйомки розпочалися 12 жовтня 2009 р. і закінчилися наприкінці року. Комп'ютерна графіка, монтаж і інші роботи з пост-продакшн тривали більше дев'яти місяців, поки «Того» випустила фільм на 440 екранів Японії.

## Просування і дистрибуція

Один із перших зображень головного космічного корабля з офіційного сайту.

Короткий тизер-трейлер було показано в 2009 році на концерті «Johnny's Countdown» в Японії. Перший офіційний трейлер художнього фільму на японському телебаченні було випущено в червні 2010 р., разом із трейлером указувалася кількість днів, що залишалася до офіційного виходу фільму на екрани. Новий трейлер вийшов трохи довшим і включав кілька характерних рис із першого сезону серіалу 1974 року: уніформи СОЗ, нові бойові кораблі і винищувачі СОЗ і Гаміл. Також було включено елементи із другого сезону серіалу: космодесантники «Ямато» та інші.
16 вересня видання «Токіограф» (Tokyograph) повідомив, що Стівен Тайлер із групи «Aerosmith» написав пісню «Кохання продовжує жити» («Love Lives») для фільму і кількох кліпів. Пісню Тайлор виконав 24 листопада 2010 р., за тиждень до виходу фільму на екрани. Вступ до пісні звучить у офіційному трейлері. Ця пісня також стала початком сольної кар'єри Стівена Тайлора.
Для міжнародної дистрибуції фільм ліцензовано кілька компаній: Wild Side Films(Франція), Splendid Film (Німеччина), Golden Harvest (Китай, Гонконг і Макао), Catchplay (Тайвань), Encore Films (Сингапур, Малайзія, Бруней і Індонезія) і Sahamongkol Film International Co. Ltd. (Таїланд). Mediatres Studio уклав угоду з TBS Company для дистрибуції домашнього відео фільму в Іспанії. Фільм вийшов на DVD під маркою якості "Winds of Asia"і продається іспанським відділенням Warner Home Video.
24 червня 2011 р. в Японії було випущено багато різних DVD і Blu-ray продуктів фільму.
Манабу Вакуі (Manabu Wakui) також написав роман за мотивами фільму. Книжка включає оповідь про події, що відбувалися на планеті після бомбардування 2194 року і також включає сцену, де Дзіро, німий син Шіми, вимовляє перші слова після того, як на Землю прибувають уцілілі члени екіпажу «Ямато».

## Касові збори та рецензії
«Бойовий зореліт „Ямато“» успішно дебютував на екранах Японії, посівши першу сходинку за зборами, потіснивши навіть «Гаррі Поттер і смертельні реліквії: частина 1».
Зак Бертши (Zac Bertschy) з компанії Anime News Network відзначив цей фільм як «фільм категорії B», назвавши його «дуже сильною модернізованою адаптацією відомого фільму, яка на старті тисне педаль газу на повну і не дає вам видихнути вас до останнього моменту, не соромлячись просто розважити вас».
Видання The Japan Times дало фільмові позитивну оцінку. Рецензент зазначив, що на творців фільму дуже сильно впливав об'єднаний дух фанатів старої версії фільму, однак творцям удалося створити чудовий розважальний продукт для шанувальників жанру із серйозним драматичним наповненням.
Видання The Hollywood Reporter зазначило, що фільм не втратив чудового футуристичного вигляду оригінального серіалу, як не втративши й рис «ілюстративного стилю 70-х років», незважаючи на скромний кошторис (у порівнянні з голлівудськими фантастичними фільмами).
Із іншого боку, Крістоф Марк (Christoph Mark) із видання The Daily Yomiuri сказав, що фільмові «не вистачає серйозності» і розкритикував стиль фільму, що дуже нагадує рімейк серіалу «Зоряний крейсер„Галактика“».